# Cheeni Dorji
Cheeni Dorji – bhutański piłkarz występujący na pozycji pomocnika, reprezentant Bhutanu. Swój jedyny mecz stoczył w 2011 roku przeciwko reprezentacji Afganistanu, któremu reprezentacja Bhutanu uległa 1-8. Dorji wszedł z ławki rezerwowych, jednak nie strzelił gola.